# Licodia Eubea
Licodia Eubea ist eine Stadt der Metropolitanstadt Catania in der Region Sizilien in Italien mit 2755 Einwohnern (Stand 31. Dezember 2023).

## Lage und Daten
Licodia Eubea liegt 68 Kilometer südwestlich von Catania. Die Einwohner leben hauptsächlich von der Landwirtschaft und der Viehzucht. 
Die Nachbargemeinden sind Caltagirone, Chiaramonte Gulfi (RG), Giarratana (RG), Grammichele, Mazzarrone, Mineo, Monterosso Almo (RG) und Vizzini.

## Geschichte
Bereits um 650 v. Chr. entstand hier eine Siedlung. Im 12. Jahrhundert wurde das Schloss gebaut, um das sich die Gemeinde entwickelte. 1693 wurde der Ort durch ein Erdbeben stark beschädigt. Licodia Eubea wurde an der gleichen Stelle wieder aufgebaut.

## Sehenswürdigkeiten
- Kirche Santa Margherita
- Kirche dei Cappuccini
- Kirche Santa Lucia
- Kirche del Carmine
- Kirche del Calvario
- Kirche dei bianchetti
- Kirche del Crocefisso
- Rathaus aus dem 18. Jahrhundert und die Kirche del Rosario
- Ruinen des Schlosses

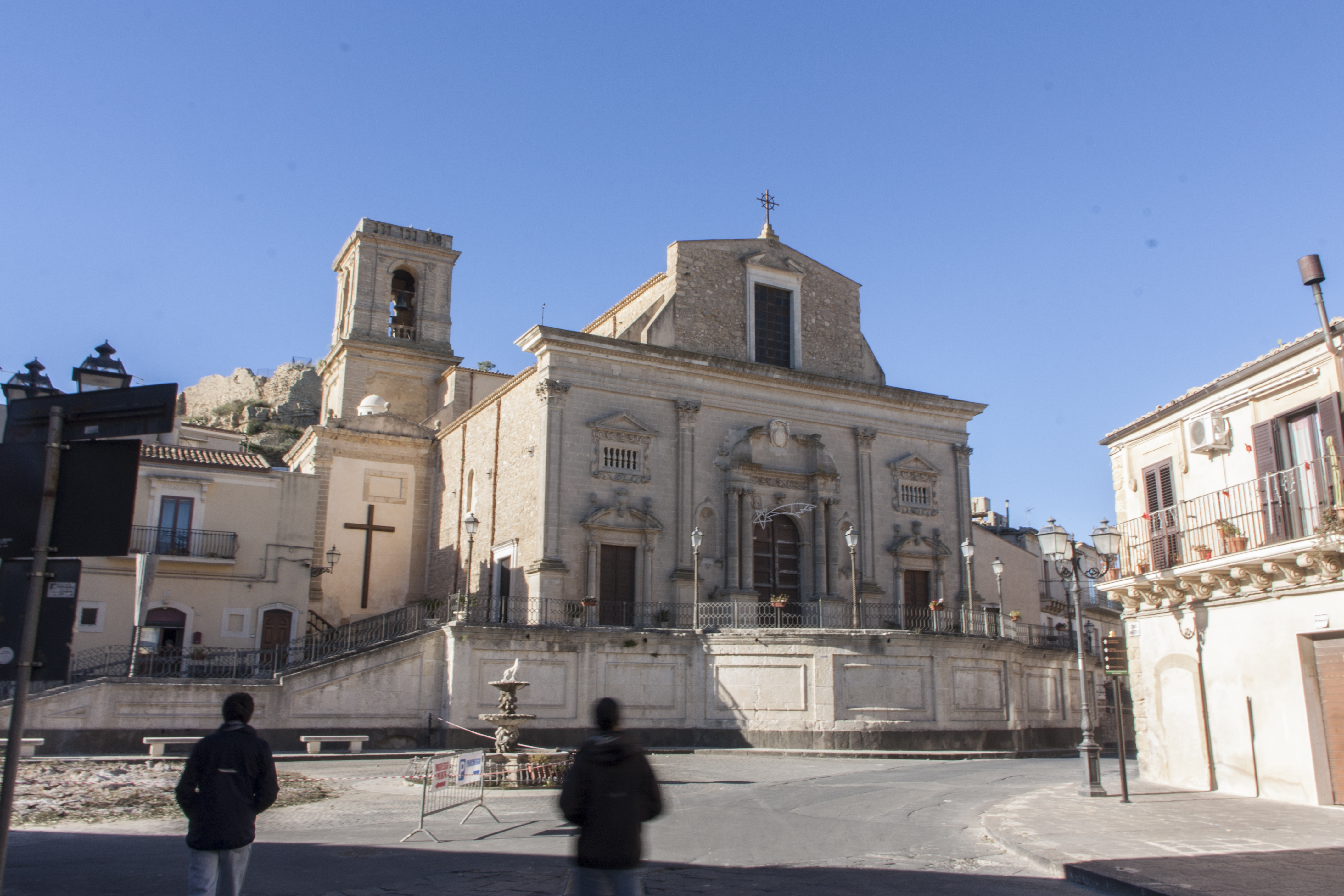
Chiesa Madre Santa Margherita
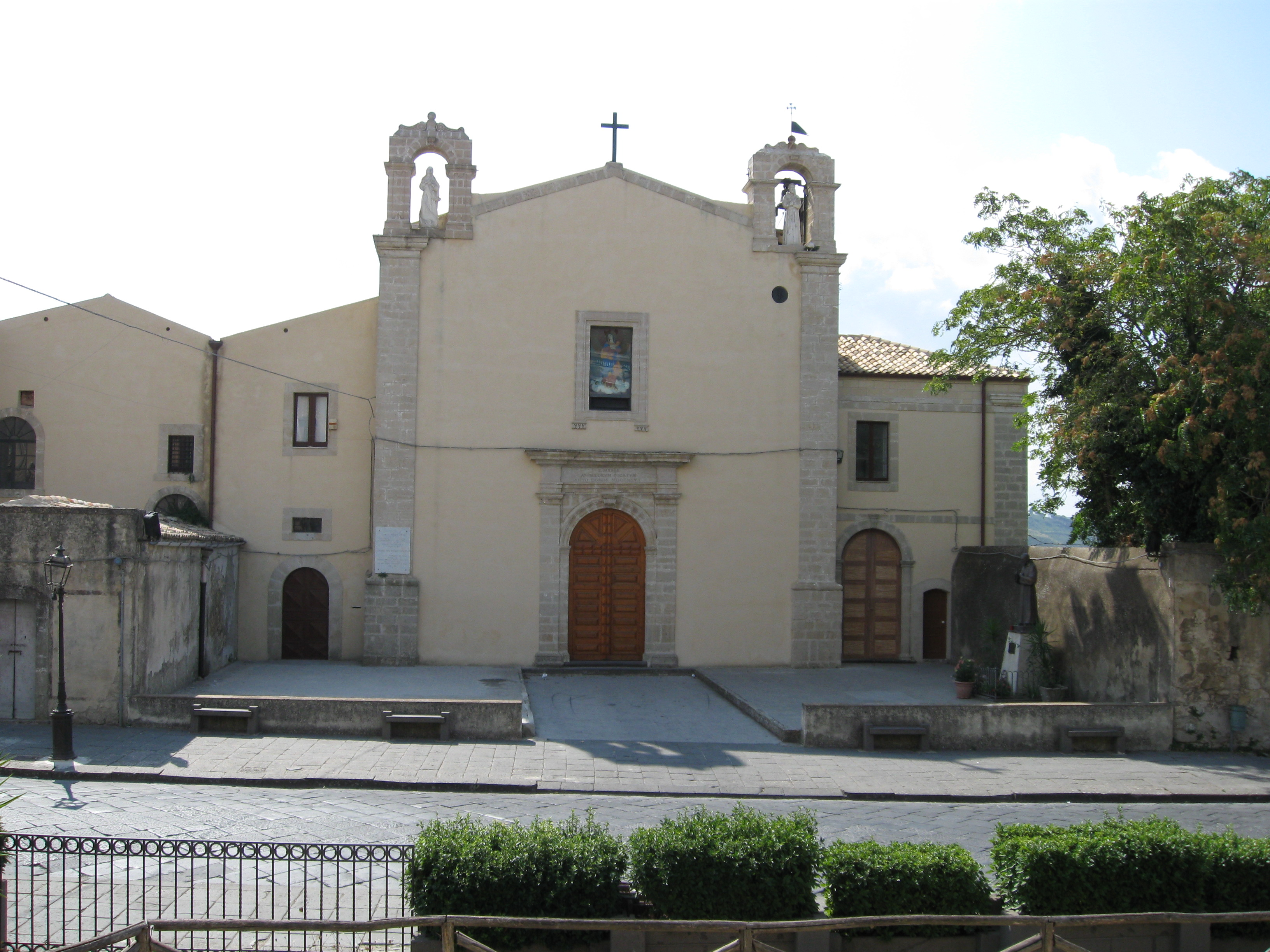
Chiesa dei Cappuccini
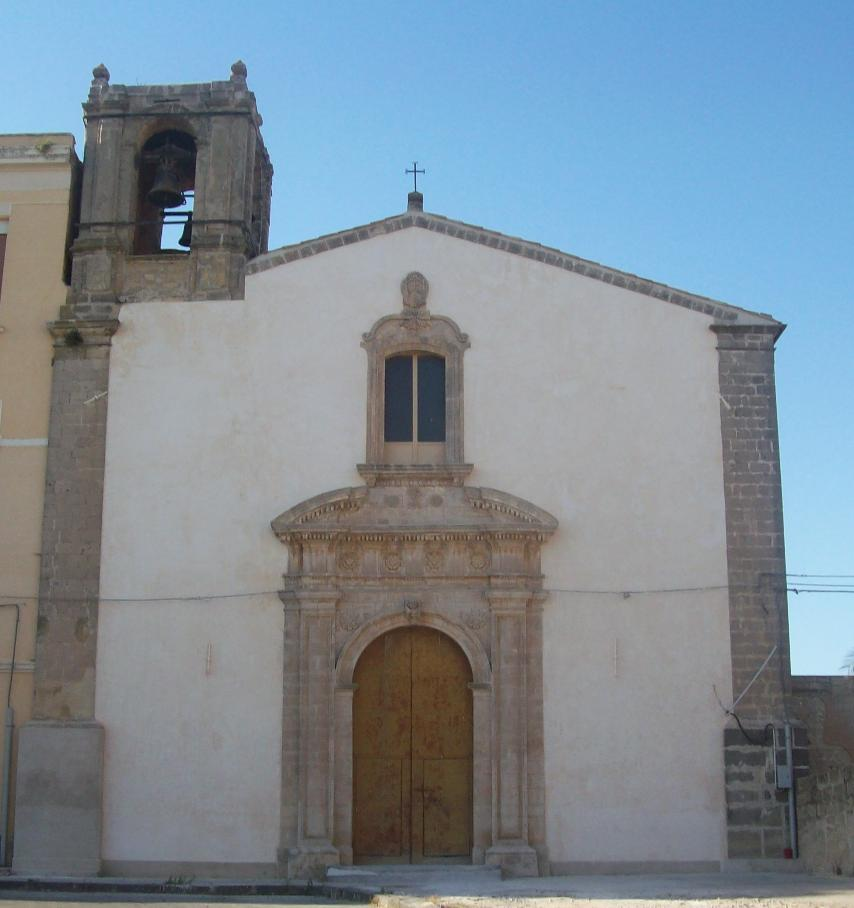
Chiesa del Carmine
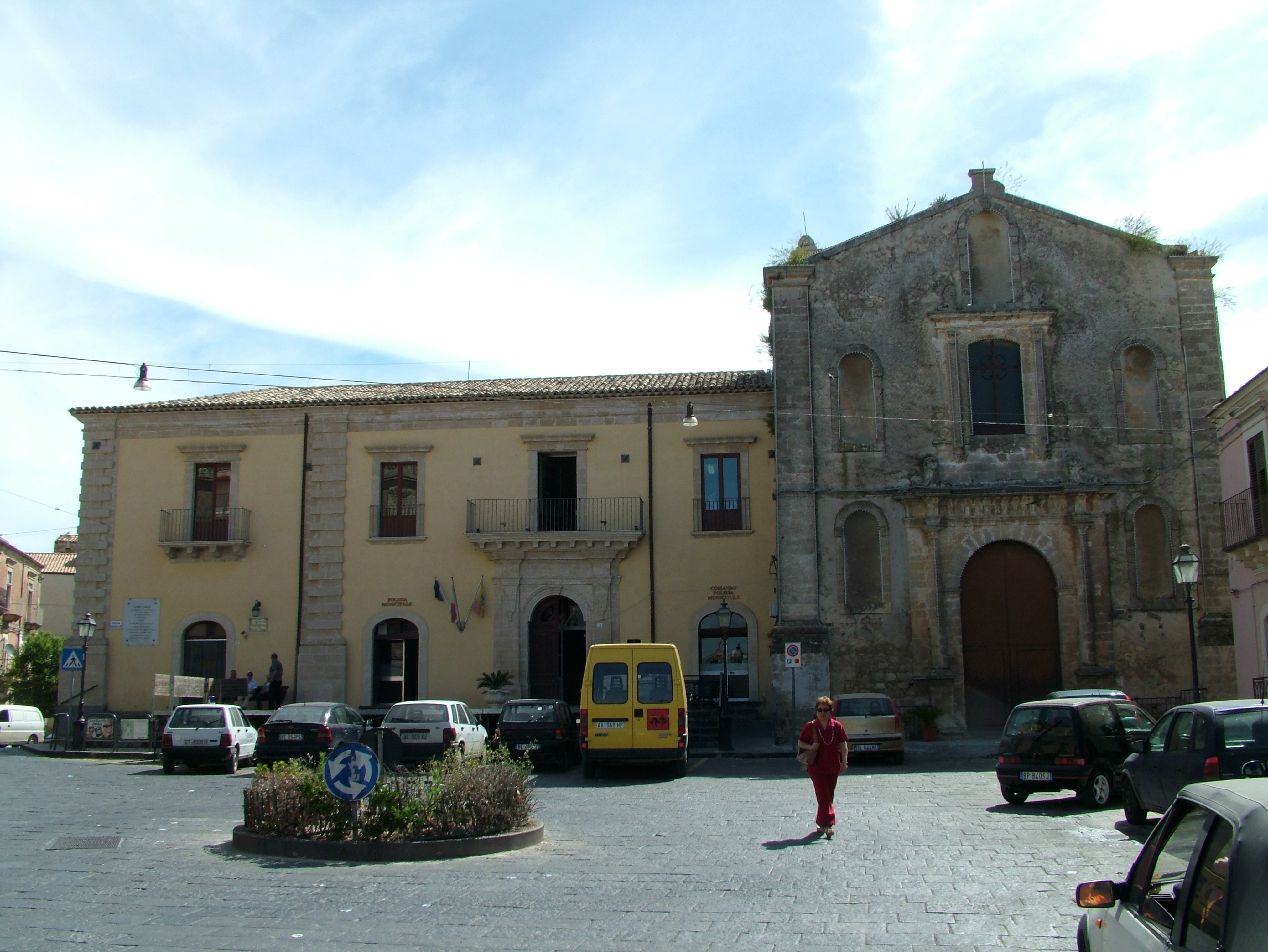
Rathaus und Chiesa del Rosario
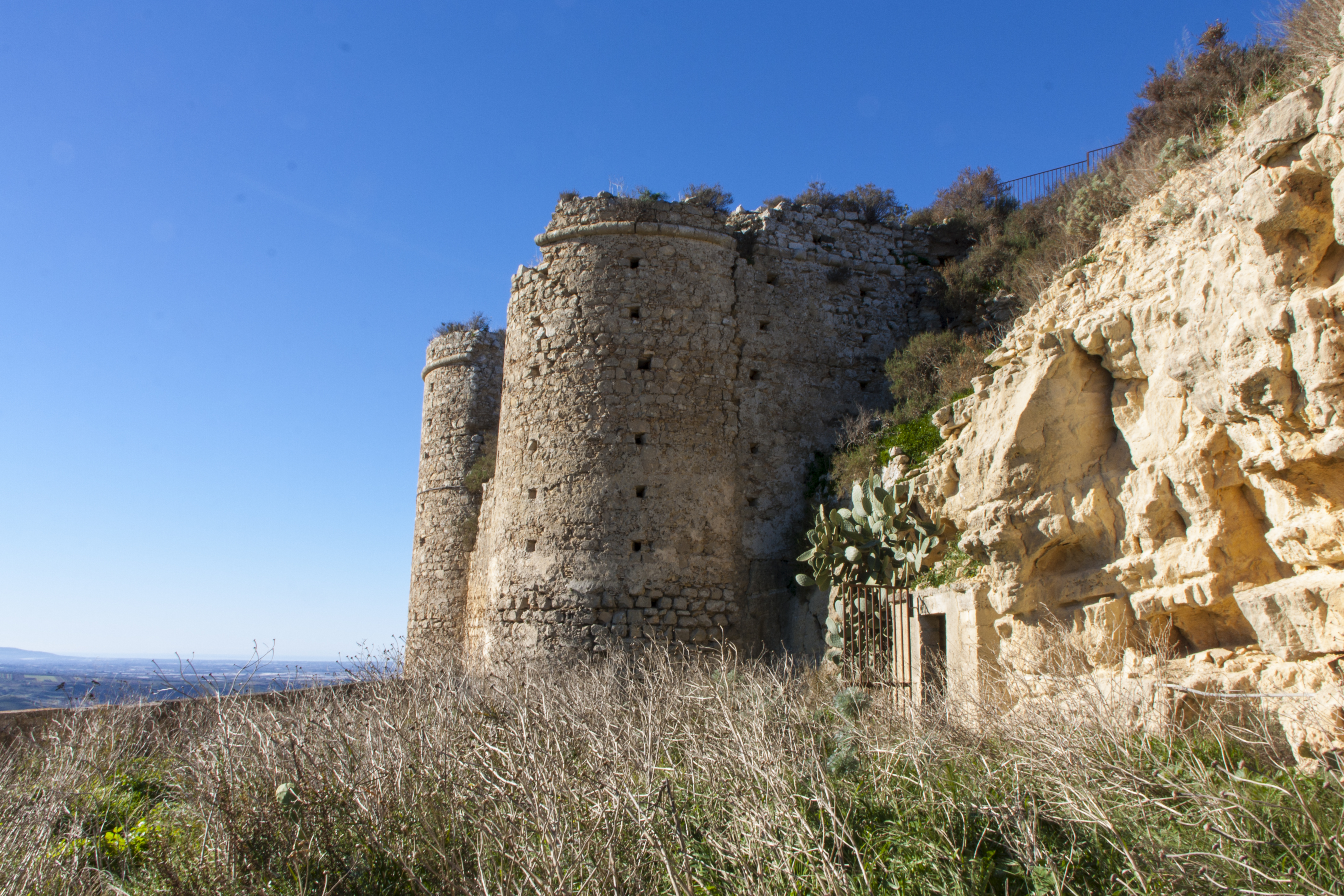
Ruine Castello Santapau

## Persönlichkeiten
- Michele Pennisi (* 1946), römisch-katholischer Erzbischof von Monreale

## Städtepartnerschaft
Seit 1970 besteht eine Partnerschaft mit Gemeinden der griechischen Insel Euböa.